# سوزان بونمیچی
سوزان بونمیچی (به انگلیسی: Suzanne Bonamici) نمایندهٔ حوزه انتخابیه اول اورگن از حزب دموکرات ایالات متحده آمریکا در مجلس نمایندگان ایالات متحده آمریکا است که برای نخستین‌بار در ۳۱ ژانویه ۲۰۱۲ میلادی به‌عضویت این مجلس درآمد.